# Odontophorus guttatus
Odontophorus guttatus là một loài chim trong họ Odontophoridae.